# Заозерье (Великоустюгский район)
Заозерье — деревня в Великоустюгском районе Вологодской области.
Входит в состав Трегубовского сельского поселения, с точки зрения административно-территориального деления — в Трегубовский сельсовет.
Расстояние по автодороге до районного центра Великого Устюга — 13 км, до центра муниципального образования Морозовицы — 7,4 км. Ближайшие населённые пункты — Пестово, Барсуково, Каликино, Ивашево, Белозерово.
По переписи 2002 года население — 14 человек.